# قلعه خورمیز
قلعه خورمیز مربوط به دوره ساسانیان - دوران‌های تاریخی پس از اسلام است و در شهرستان مهریز، روستای خورمیز واقع شده و این اثر در تاریخ ۸ خرداد ۱۳۷۸ با شمارهٔ ثبت ۲۳۳۸ به‌عنوان یکی از آثار ملی ایران به ثبت رسیده است.